# Heuselbstentzündung
Zur Heuselbstentzündung kann es bei der Lagerung von Heu, beispielsweise in Heustöcken, kommen, wenn der Wassergehalt zu hoch ist. Um dem vorzubeugen, sind die jeweiligen Betreiber eines Heulagers zu dessen strenger Überwachung verpflichtet, eine Missachtung kann im Ernstfall als fahrlässige Brandstiftung geahndet werden.

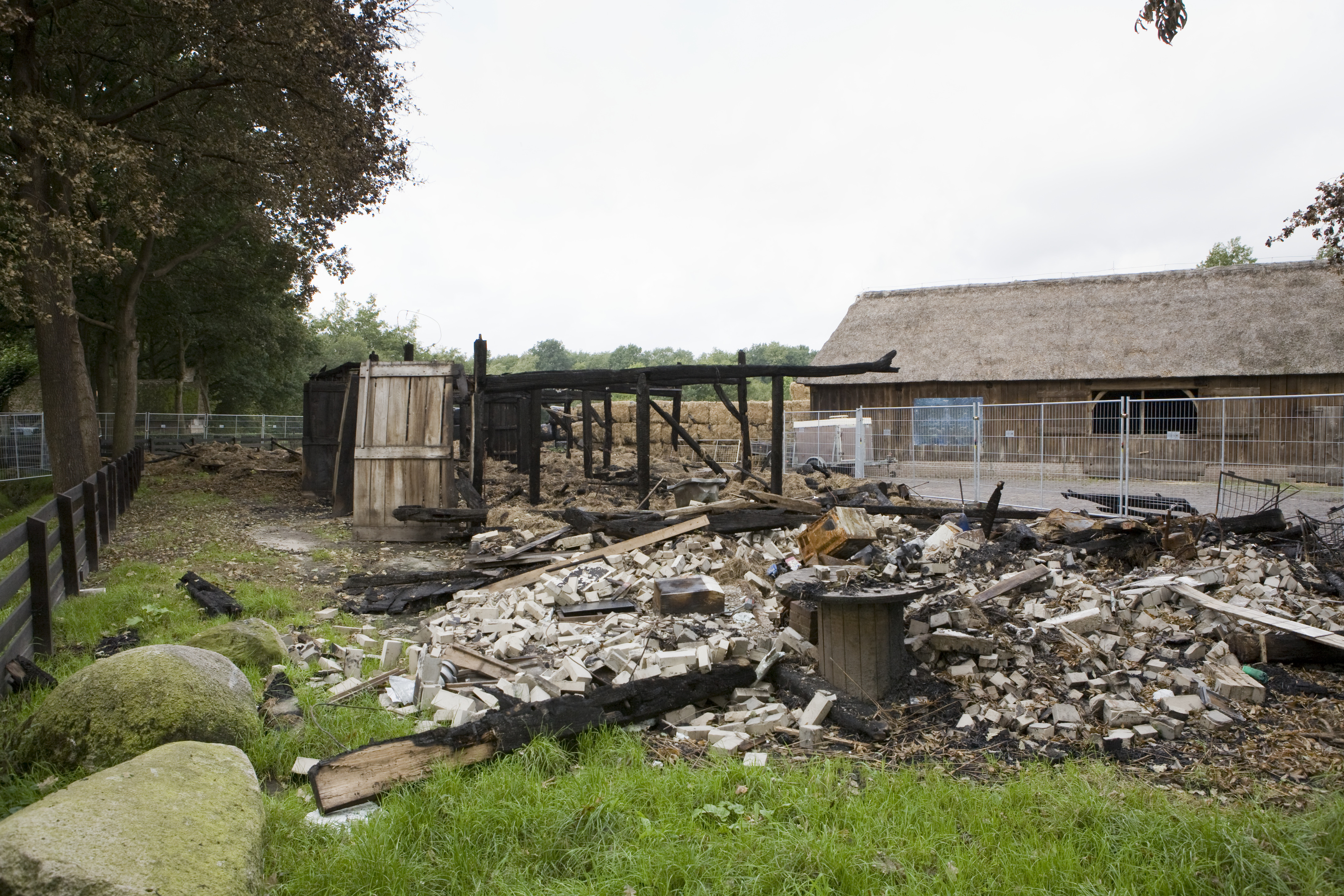
In Brand geratenes Heu kann zum Totalverlust des Gebäudes führen

## Mechanismus
Wird frisches Heu eingebracht und weist noch eine Feuchte auf, die im Gleichgewicht mit der im Heustock vorhandenen Luft zu einer relativen Luftfeuchtigkeit von mehr als 85 % führt, so findet biologische Aktivität von Pilzen und bei noch höheren Feuchtegehalten auch von Bakterien sowie je nach Alter des Heus Atmung noch lebender Graszellen statt. Die durch Restatmung gebildete Atmungswärme von noch nicht gänzlich getrockneten Blättern in Heu gilt als einer der ersten Beiträge für die Heuerwärmung.
Bei diesen Prozessen wird Energie in Form von Wärme freigesetzt, die zu einem Anstieg der Temperatur innerhalb des Heustocks führt. Bei 40–50 °C stirbt die bis dahin dominante mesophile Mikroflora ab und thermophile Bakterien und Pilze beginnen sich zu vermehren. Nun können – ausreichend Wasser- und Luftzufuhr vorausgesetzt – ähnlich einer thermophilen Kompostierung sehr hohe Stoffwechselraten erzielt werden, was die Temperatur auf 60–70 °C treibt. Nun gibt es verschiedene Möglichkeiten:
- Bei eher geringer Feuchte des Heus und guter Durchlüftung trocknen die erwärmten Bereiche aufgrund der hohen Temperatur aus und die biologische Aktivität kommt zum Erliegen.
- Bei sehr hohem Feuchtegehalt und ausreichender Belüftung wird nun durch Verdunstung genügend Wärme abgeführt und die Temperatur bei etwa 70 °C stabilisiert, so dass die Reaktion bei langsam sinkender Temperatur wie bei einer Kompostierung zu einem humusartigen Endprodukt verläuft. Bei schlechter Belüftung hingegen – was bei einem Heustock wegen des schnellen Strukturverlustes unter diesen Bedingungen wahrscheinlicher ist – kommt es bald zu Fäulnis mit schnell sinkenden Temperaturen und Faulschlammbildung.
- Höhere Temperaturen als 80 °C in Kompost, Hackschnitzelhaufen oder Heulagern können nur auf rein abiotisch-chemische Vorgänge zurückgeführt werden. Durch den Zerfall von Pektinen, Eiweiß und anderen Verbindungen kann die Temperatur weiter steigen.[2] Unter Luftabschluss entstehen pyrophore Gase und Dämpfe entstandener Gärungsalkohole. Gase gelten als pyrophor, wenn ihre Zündtemperatur unter 55 °C liegt.[3] Auch wenn die Verdampfungsenthalpie des Wassers anfangs kühlend wirkt, kann sich das Material in abgetrockneten Bereichen selbst entzünden. Ab 180 °C beginnen auch Verkohlungsprozesse. Während des Molekülzerfalls kann es zu einem Temperatursprung um 150 °C innerhalb von zwei bis drei Tagen auf etwa 250 °C kommen und eine autonome Selbstzündung wird möglich.[2] Das Material beginnt zu schwelen, Rauch entsteht, die freigesetzte Verbrennungswärme und der daraus resultierende Aufwind, der Frischluft ansaugt, und der hohe Sauerstoffgehalt der Holzinhaltsstoffe (beispielsweise von Lignin), führen zur raschen Ausweitung des Brandherds.[2]
- In einem sehr engen Feuchtigkeitsbereich, der einer Gleichgewichtsluftfeuchte von etwa 96,5 % relative Luftfeuchtigkeit entspricht, kommt es bei Heu aufgrund der geringen Verdunstungskühlung und der schlechten Wärmeleitfähigkeit des Heus ab etwa 70 °C zu einer weiteren Erwärmung durch direkte Oxidation von Zellulose und anderen Inhaltsstoffen durch Luftsauerstoff unabhängig von biologischer Aktivität. Diese Reaktion ist jedoch zunächst noch auf die Anwesenheit von Wasser angewiesen und recht langsam. Mit zunehmender Temperatur beschleunigt sich diese Reaktion, findet mehr und mehr unabhängig von der Anwesenheit von Wasser statt und geht in einen Schwelbrand über. Dieser kann nun bei ausreichender Luftzufuhr und ansonsten geeigneten Bedingungen durchzünden und in ein offenes Feuer übergehen.

## Vorbeugung und Bekämpfung
Zur Vorbeugung gegen Heuselbstentzündung in Heustöcken ist vor der Einlagerung auf einen hinreichenden Trocknungsgrad des Heus zu achten. Des Weiteren können mechanische Heubelüftungsanlagen Brände auch bei nicht ausreichend trockenem Heu vermeiden helfen.
Besteht der Verdacht, dass eine Heuselbstentzündung eintreten könnte, werden sogenannte Heusonden eingesetzt, die die Temperatur im Inneren des Heustocks messen. Diese sollte unter 50 °C liegen. Wird diese Grenze überschritten, ist eine noch strengere Kontrolle durchzuführen. Spätestens bei einer Temperatur von 70 °C ist die Feuerwehr zu alarmieren.
Da Heu bei hohen Temperaturen schnell zu verkohlen beginnt, bilden sich leicht Kanäle, die häufig an Mulden und Vertiefungen der Oberfläche erkennbar sind. In diesem Zustand sind Heustöcke extrem instabil und sollten möglichst gar nicht oder nur mit ausreichender Sicherung betreten werden.
Die Feuerwehr bestimmt die Temperaturen des Heus an verschiedenen Stellen und versucht so, Hitzeherde zu lokalisieren und die Wärmeverteilung im Heustock zu erkunden. Ist die Temperatur zu hoch, so wird der Heustock abgetragen. Dabei wird äußerst vorsichtig vorgegangen, da der Kontakt des Hitzeherdes mit Luftsauerstoff zu einer sofortigen Entzündung führen kann. Das Heu kann nötigenfalls mit Wasser gekühlt werden, das jedoch nur im Sprühstrahl verwendet werden darf, um unnötige Luftbewegung zu vermeiden.
Eine moderne Alternative zu dieser Methode ist der Einsatz eines Heuwehr-Gebläsekühlgerätes, welches das Abtragen des Heustocks überflüssig macht, jedoch sehr zeitintensiv ist.
Kommt es zur Selbstentzündung eines Heustockes, so breitet sich der Brand in der Regel so schnell aus, dass oft nur noch Schadensbegrenzung durchgeführt werden kann. Deshalb ist es nötig, die Feuerwehr frühzeitig hinzuzuziehen.